# Abdellatif Kechiche
Abdellatif Kechiche (in arabo عبد اللطيف الكشيش‎?), detto anche Abdel (Tunisi, 7 dicembre 1960) è un attore, regista e sceneggiatore tunisino naturalizzato francese.

## Biografia
Trasferitosi con la famiglia a Nizza all’età di sei anni, ha studiato arte drammatica al conservatorio di Antibes; dopo le prime esperienze nella recitazione teatrale, ha esordito come attore cinematografico nella pellicola Le thé à la menthe (1984) di Abdelkrim Baholul, cui hanno fatto seguito tra gli altri Les innocents (1987) di André Téchiné, Bezness (1992) di Nouri Bouzid, La boîte magique (2002) di Ridha Behi e Sorry, Haters (America dopo, 2005) di Jeff Stanzler.
Il debutto di Kechiche nella regia è segnato nel 2000 dal film La faute à Voltaire, vibrante ritratto di un sans-papier che gli è valso il Leone d’oro come migliore opera prima alla Mostra di Venezia dello stesso anno. L’attenzione al disagio e all’emarginazione sociale che costituisce la cifra stilistica di Kechiche anima anche L'esquive (2003; 4 premi César nel 2005), film sull’immigrazione che ne ha confermato il successo, così come le pellicole successive, di cui ha curato anche la sceneggiatura: La graine et le mulet (Cous Cous, 2007; Gran premio della giuria al Festival di Venezia nel 2007 e 4 premi César nel 2008); Vénus noire (2010), storia di una ragazza khoikhoi esibita agli inizi dell’Ottocento nei salotti europei; La vie d'Adèle (2013), film delicato e realistico sull’omosessualità femminile con il quale si è aggiudicato la Palma d’oro alla 66ª edizione del Festival di Cannes; Mektoub, My Love - Canto uno (2017), presentato in concorso alla 74ª edizione della Mostra internazionale d'arte cinematografica di Venezia.

## Filmografia

### Regista e sceneggiatore
- Tutta colpa di Voltaire (La Faute à Voltaire) (2000)
- La schivata (L'Esquive) (2003)
- Cous cous (La Graine et le Mulet) (2007)
- Venere nera (Vénus noire) (2010)
- La vita di Adele (La Vie d'Adèle) (2013)
- Mektoub, My Love - Canto uno (2017)
- Mektoub, My Love - Intermezzo (2019)

### Attore
- Le Thé à la menthe, regia di Abdelkrim Bahloul (1984)
- Mutisme, regia di Philippe Ayache (1987)
- Les Innocents, regia di André Téchiné (1987)
- Bezness, regia di Nouri Bouzid (1991)
- Un vampiro in paradiso (Un vampire au paradis), regia di Abdelkrim Bahloul (1991)
- Marteau rouge, regia di Béatrice Plumet (1996)
- Le Secret de Polichinelle, regia di Franck Landron (1997)
- La Boîte magique, regia di Ridha Behi (2002)
- America dopo (Sorry, Haters), regia di Jeff Stanzler (2007)

## Riconoscimenti
- 2000: Leone d'oro per la migliore opera prima alla Festival del Cinema di Venezia per Tutta colpa di Voltaire
- 2005: Premio César per miglior film, miglior sceneggiatura, miglior regia e rivelazione femminile (Sara Forestier) per La schivata
- 2007: Premio Louis-Delluc, premio speciale della giuria e Leone d'Argento ex aequo per Cous cous alla Festival del Cinema di Venezia
- 2013: Palma d'oro per miglior film al Festival di Cannes per La vita di Adele.